# كلاتة باقر خان سة (بابا امان)
کلاتة باقر خان سة (بالفارسية: کلاته باقرخان سه) هي قرية تقع في إيران في قسم بابا امان الريفي. يقدر عدد سكانها بـ 3173 نسمة بحسب إحصاء 2016.